# Z-15 Erich Steinbrinck
Z-15 «Erich Steinbrinck» — немецкий эскадренный миноносец типа 1934A, участвовавший во Второй мировой войне. 
Назван в честь командира эсминца V29 Эриха Штайнбринка, погибшего во время Ютландского сражения: тот спас членов экипажа затонувшего в той же битве корабля S35. В годы Второй мировой войны этот эсминец стал жертвой многочисленных поломок и происшествий.

## История службы

### Строительство
Заказ на строительство эсминца «Эрих Штайнбринк» поступил 9 января 1935. Закладка корабля состоялась на стапеле доков в Гамбурге 30 мая 1935, строительство осуществлялось компанией «Блом унд Фосс». Эсминец получил бортовой номер B504. Спуск на воду состоялся 24 сентября 1936, достроен корабль был 31 мая 1938.

### Начало Второй мировой
В начале войны «Эрих Штайнбринк» состоял в 3-й флотилии эсминцев, базировавшейся в Данциге. Позднее эсминец перешёл в Северное море, где занимался установкой минных заграждений против британского флота. Несколько раз Z-15 атаковал торговые суда в проливах Скагеррак и Каттегат, а вот к британским берегам он почти не приближался.

### Серия поломок
В декабре 1939 года Z-15 столкнулся с эсминцем Z-7 «Герман Шуман», что привело к серьёзным повреждениям: в мае 1940 года корабль только вышел из ремонтных доков, вследствие чего ему так и не довелось оказать помощь немецким войскам при оккупации Дании и Норвегии. В июне 1940 года эсминец участвовал в операции «Юно», в ходе которой линкор «Шарнхорст» сумел уничтожить авианосец «Глориес» и его эскорт из двух кораблей, однако из-за поломки двигателя Z-15 вернулся в Тронхейм.
Из Тронхейма «Эрих Штайнбринк» направился в Киль для сопровождения «Шарнхорста», а затем пошёл на ремонт в Гамбурге, однако натолкнулся на мины и в сентябре 1940 года эсминец ушёл в Западную Францию на ремонт. Проблемы с двигателем снова усугубились, и только в марте 1941 года корабль вернулся в строй кригсмарине.
В апреле 1942 Z-15 перебрался в Брест вместе с эсминцем Z-14, который позднее вошёл в состав сопровождения «Шарнхорста». Позднее оттуда «Эрих Штайнбринк» отправился в Норвегию, где участвовал в операции «Вундерланд», однако в Киркенесе он сел на мель и вернулся в январе 1943 года на ремонт в Германию.
После ремонта «Эрих Штайнбринк» отправился на Шпицберген для разгрома объединённых сил союзников. После завершения операции вернулся вместе с тяжёлым крейсером «Лютцов» в Германию. По пути Z-15 снова стал жертвой происшествия, столкнувшись с норвежским грузовым судном, и только в январе 1944 года сумел войти в строй. Однако в мае 1944 года очередной взрыв морской мины привёл к повреждению эсминца, и тот снова стал на ремонт. Апофеозом стал авианалёт союзников в ноябре 1944 на Гамбург, в результате которого эсминец был серьёзно повреждён и чуть не утонул.

### Конец службы
В апреле 1945 года многострадальный Z-15 перебрался в Куксхафен. 7 мая 1945 его вывели из состава флота, за считанные часы до капитуляции Германии. Британцы захватили судно и переименовали его в R-92, однако 2 января 1946 передали СССР как военный трофей. Эсминец получил имя «Пылкий»: вместе с новыми кораблями Балтийского флота «Адмирал Макаров» (бывший Нюрнберг), «Цель» (бывший Гессен), сторожевиком Блиц, миноносцами T-30 и T-107 они прибыли в Лиепаю. 30 апреля 1949 «Пылкий» был преобразован в плавучую казарму ПКЗ-2, а в 1958 году был списан и отправлен на слом.

## Командиры эсминца
| Имя и звание                                              | Время службы                     |
| --------------------------------------------------------- | -------------------------------- |
| фрегаттен-капитан Рольф Йоханнессон                       | 8 июня 1938 — 27 января 1942     |
| корветтен-капитан Фрайхерр Хайнрих Фрайтаг фон Лоригхофен | 20 января 1942 — 29 декабря 1942 |
| фрегаттен-капитан Отто Тейхманн                           | 29 декабря 1942 — 3 ноября 1944  |
| капитан-лейтенант Дитрих фон Рёдгиш-Баллас                | 4 ноября 1944 — 14 ноября 1944   |
| фрегаттен-капитан Вернер Рёвер                            | 15 ноября 1944 — 9 мая 1945      |
| фрегаттен-капитан Карл-Хайнц Лампе                        | декабрь 1945 — 2 января 1946     |